# SOX13
SOX13‏ (SRY-box 13) هوَ بروتين يُشَفر بواسطة جين SOX13 في الإنسان.